# Żabin Graniczny
Żabin Graniczny [ˈʐabin ɡraˈnit͡ʂnɨ] là một ngôi làng thuộc khu hành chính của Gmina Banie Mazurskie, thuộc huyện Gołdapski, Warmińsko-Mazurskie, ở miền bắc Ba Lan, 200 mét (219 yd)  từ biên giới với tỉnh Kaliningrad của Nga. Nó nằm khoảng 11 kilômét (7 mi)  phía bắc Banie Mazurskie, 16 km (10 mi) về phía tây của Gołdap và 120 km (75 mi) về phía đông bắc của thủ đô khu vực Olsztyn.
Trước năm 1945, khu vực này là một phần của Đức (Đông Phổ).